# Diplotaxis pilifera
Diplotaxis pilifera är en skalbaggsart som beskrevs av Hermann Burmeister 1855. Diplotaxis pilifera ingår i släktet Diplotaxis och familjen Melolonthidae. Inga underarter finns listade i Catalogue of Life.